# Pieśni o zwycięstwie pod Zawichostem
Pieśni o zwycięstwie pod Zawichostem – niezachowane polskie średniowieczne pieśni sławiące zwycięstwo wojsk Leszka Białego nad siłami Księstwa Halicko-Wołyńskiego w bitwie pod Zawichostem w 1205.
Pieśni prawdopodobnie powstały niedługo po bitwie. Nie zachowały się ich zapisy, są jednak wzmiankowane w VI księdze Roczników Jana Długosza. Według Roczników zwycięstwo pod Zawichostem opiewane było w wielu pieśniach, które wykonywano jeszcze w czasach Długosza podczas widowisk publicznych.